# NGC 810-2
NGC 810-2 is een elliptisch sterrenstelsel in het sterrenbeeld Ram. Het sterrenstelsel bevindt zich dicht bij NGC 810-1.

## Synoniemen
- PGC 3126708
- UGC 1583
- MCG 2-6-26
- ZWG 438.24